# Граф Инчкейп
Граф Инчкейп (англ. Earl of Inchcape) — наследственный титул в системе Пэрства Соединённого королевства. Он был создан в 1929 году для шотландского судоходного магната и государственного служащего Джеймса Маккея, 1-го виконта Инчкейпа (1852—1932).
Он был председателем Восточно-Пиренейской пароходной компании, основанной в 1837 году. Джеймс Маккей уже владел титулами барона Инчкейпа из Стратнавера в графстве Сазерленд (1911) и виконта Инчкейпа из Стратнавера в графстве Сазерленд (1924). Вместе с титулом графа Инчкейпа он получил также титул виконта Гленаппа из Стратнавера в графстве Сазерленд (1929). Все эти титулы являлись пэрством Соединённого королевства.
Ему наследовал его сын, Кеннет Маккей, 2-й граф Инчкейп (1887—1939). Он был президентом P & O Banking Corporation и директором P & O Banking Corporation. Его второй женой с 1933 года была Даянг Элеонор Маргарет, старшая дочь Чарльза Вайнера Брука, последнего раджи Саравака.
Его преемником стал сын от первого брака, Кеннет Джеймс Уильям Маккей, 3-й граф Инчкейп (1917—1994). Он занимал должности исполнительного председателя компании Inchcape plc (1958—1982), директора BP (1965—1983) и председателя генерального совета британского судоходства (1976—1977).
По состоянию на 2025 год, обладателем графского титула является его сын, Кеннет Питер Лайл Маккей, 4-й граф Инчкейн (род. 1943), наследовавший отцу в 1994 году.
- Элси Маккей (1893—1928), британская актриса и дизайнер интерьера, дочь 1-го графа Инчкейпа. Одна из пионеров авиации, погибла при попытке перелететь через Атлантический океан, пропав без вести у побережья Ирландии;
- Саймон Брук Маккей, барон Танлоу (род. 1934), единственный сын 2-го графа Инчкейпа от второго брака. В 1971 году получил титул барона.

Фамильная резиденция — Кэрлок-хаус в окрестностях Баллантры в Саут-Эршире. Прежней резиденцией был Гленапп Касл (приобретен в 1917 году 1-м графом Инчкейпом), который в настоящее время является роскошным отелем, проданный семьёй Инчкейп в 1982 году. Однако нынешний граф Инчкейп, по-прежнему, владеет недвижимостью в Гленаппе.

## Графы Инчкейп (1929)
- 1929—1932: Джеймс Лайл Маккей, 1-й граф Инчкейп (11 сентября 1852 — 23 мая 1932), второй сын капитана судна Джеймса Маккея из Арброта (ум. 1862) и Деборы Лайл (ум. 1864);
- 1932—1939: Кеннет Маккей, 2-й граф Инчкейп (25 декабря 1887 — 21 июня 1939), единственный сын предыдущего и Джейн Патерсон Шанкс (ум. 1937);
- 1939—1994: Кеннет Джеймс Уильям Маккей, 3-й граф Инчкейп (27 декабря 1917 — 17 марта 1994), старший сын предыдущего и Джоан Мориарти (ум. 1933);
- 1994 — настоящее время: Кеннет Питер Лайл Маккей, 4-й граф Инчкейп (род. 23 января 1943), старший сын предыдущего от первого брака с Эйлин Торн Пиз (род. 1919);
  - Наследник: Фергус Джеймс Кеннет Маккей, виконт Гленапп (род. 9 июля 1979), единственный сын предыдущего.